# Neotis
Neotis är ett släkte med fåglar i familjen trappar inom ordningen trappfåglar. Släktet omfattar fyra arter som förekommer i Afrika söder om Sahara:
- Brunhuvad trapp (N. ludwigii)
- Rostnackad trapp (N. denhami)
- Somaliatrapp (N. heuglinii)
- Nubisk trapp (N. nuba)